# Гутман, Леонид Абрамович
Леонид (иногда Лев) Абрамович Гутман (1912, Иркутск — 1942, под Ленинградом) — советский альпинист, мастер спорта СССР (1938 год), один из первых покорителей вершины пик Победы в горной системе Центрального Тянь-Шаня, участник Великой Отечественной войны.

## Спортивные достижения
Начальную альпинистскую подготовку и опыт получил во время восхождений на Кавказе. В 1935 году совместно с Н. М. Поповым совершил первовосхождение по западному гребню на главную вершину массива Тихтенген (Кавказ).
В сентябре 1936 года, будучи студентом, совершил восхождение по западному ребру на пик Хан-Тенгри (6995 м, Центральный Тянь-Шань) в составе группы советских альпинистов, которая помимо него включала швейцарского политэмигранта Лоренца Саладина, Михаила Дадиомова, а также мастеров спорта Евгения и Виталия Абалаковых.
Штурм высоты был ими начат с южной части ледника Иныльчек 30-го (по другим данным, 31-го) августа 1936 года. Из-за неблагоприятных погодных условий двое суток альпинистам пришлось провести в снежной пещере в глубине ледника на высоте 5650 метров. 3 сентября они вышли на подступы к вершине Хан-Тенгри и по мраморным скалам достигли отметки 6750 метров, где была организована третья ночёвка. 5 сентября в 11 часов утра самая верхняя точка горы была достигнута, а на её вершине установлен традиционный каменный тур с запиской. Через много лет, в 1954 году, группа советских альпинистов под руководством Шипилова (Алма-Ата) обнаружила его на скальной полке и прочла оставленное ими сообщение. Обзор окрестностей с верхней точки выявил наличие в верховьях ледника Звёздочка неизвестной вершины, которая вполне могла быть сопоставима по высоте с самой Хан-Тенгри; в те времена все считали, Хан-Тенгри самой высокой вершиной Центрального Тянь-Шаня и никто не верил, что в её окрестностях имеются семитысячники.
Во время спуска с вершины Хан-Тенгри Л. Гутман поскользнулся, сорвался со склона и, прокатившись около 200—300 метров, серьёзно травмировал голову. Летального исхода ему удалось избежать по счастливой случайности попав в глубокую яму со снегом. Проведя ночь в снежной пещере почти весь состав восходителей получил травмы и обморожения различной степени тяжести. Спустившись к леднику Иныльчек, им посчастливилось привлечь внимание местных жителей и военнослужащих пограничной части, однако, несмотря на вызов из Алма-Аты самолёта со спасателями и врачами, из-за развившейся гангрены не удалось предотвратить гибель Л. Саладина.
Сезон 1937 года Леонид Гутман посвятил восстановлению после травм и подготовке к следующему сезону 1938 года.
В 1938 году под руководством профессора А. А. Летавета принял участие в 6-й Тянь-Шаньской экспедиции Московского Дома учёных и Всекомфизкульта (Спорткомитет СССР). Его кандидатура была утверждена руководителем первого восхождения на неизвестную вершину большой высоты, расположенную в районе Хан-Тенгри.
19 сентября 1938 года группа из трёх альпинистов — Леонида Гутмана, Александра Сидоренко и Евгения Иванова — достигла верхней точки неизвестной до этого момента горы, которой было дано название «пик XX-летия Комсомола». По показаниям имевшeгося у них анероида высота этой вершины составила 6930 метров, а накрывшая их сильная облачность помешала сопоставить эту величину с окружающими ориентирами. Однако, через 25 лет выяснилось, что достигнутая ими высота была 7439 метров, а покорённая вершина на самом деле является самым северным семитысячником на планете (пик Победы). Этот факт был подтверждён сопоставлением фотоснимков группы Гутмана и группы Виталия Абалакова, которой удалось подняться на пик Победы в 1956 году.
В июне 1941 года Леонид Гутман принимал участие в сборах (Терскол) для обучения инструкторов горной подготовки НКО СССР для советских частей, дислоцированных в предгорьях Кавказа.

## Трудовая биография
По некоторым данным он прошёл обучение в Ленинградском химическом институте, свою трудовую деятельность посвятил разработке новых видов броневой стали для отечественного танкостроения, а работал над этим проектом под руководством выдающегося советского учёного Б. Е. Патона.

## Гибель на фронте
В годы Великой Отечественной войны с началом блокады Ленинграда работники института в инициативном порядке сформировали танковую колонну, которую сами же укомплектовали личным составом и повели на фронт. В 1942 году Леонид Гутман воевал в танковых частях на должности механика-водителя под Ленинградом; погиб в загоревшейся машине во время одного из тяжёлых боёв с немецкими захватчиками. По другим данным, Гутман Лев Абрамович, заместитель политрука, старший механик-водитель 2-го танкового полка 1-й танковой дивизии пропал без вести 13.08.1941 в районе дер. Беседа Волосовского района Ленинградской области.

## Личная жизнь
Супругой Леонида Гутмана была советская альпинистка мастер спорта Вера Васильевна Шер.

## Память
Имя Леонида Гутмана было присвоено одной из вершин высотой 6280 метров в срединной части хребта Центрального Тянь-Шаня между пиками Шатёр и Хан-Тенгри и одному из ледников на северо-западном её отроге длиной 2,8 км.

## Публикации
- Гутман Л., Ходакевич С., Антонович И. Техника альпинизма. — Москва: «Физкультура и спорт», 1939.